# Attached Proton Test
Unter Attached Proton Test (engl., kurz APT) versteht man ein Kernresonanzspektroskopieverfahren, oder auch NMR-Experiment (Messmethode eines NMR-Spektrometers), welches Informationen zur elektronischen Umgebung und Wertigkeit der Kohlenstoff-Atome liefert. Bei diesem Experiment sind die gemessenen Signale von 13C-Kohlenstoffatomen im Bezug auf die Intensität und Phase von der Wertigkeit des jeweiligen Kohlenstoffatoms abhängig. Im Allgemeinen erzeugt das Experiment ein Spektrum der 13C-Atome ohne Kopplungsaufspaltung mit Wasserstoff-Kernen (1H) und unter Verstärkung durch den Kern-Overhauser-Effekt durch Codierung der Wertigkeit von Kohlenstoffatomen in phasensensitiven Signalen.

## Beschreibung
Das Verfahren wurde entwickelt, um Signale von Kohlenstoffatomen mit unterschiedlichen Anzahlen an gebundenen Wasserstoffatomen ohne Aufspaltung der Kopplungsmuster zu differenzieren. Eine Unterscheidung der gebundenen Wasserstoffatome erfolgt durch die Phasensensitivität der Signale, welche im Fall von CH2- und C-Atomen eine negative Phase und im Fall von CH3- und CH-Atomen eine positive Phase aufweisen. Durch die Entkopplung von 1H-13C-Signalkopplungen kommt es zu einer relativen Erhöhung der einzelnen Signalintensitäten, da die Intensität eines einzelnen Signals nicht auf ein Multiplett aufgeteilt werden muss. Dadurch wird außerdem die Überlappung von Resonanzsignalen verringert und Signale werden besser unterscheidbar. Des Weiteren führt die Entkopplung in Form des composite pulse decoupling (CPD) zur Entstehung des Kern-Overhauser-Effekts, welcher zur weiteren Steigerung der Signalintensität führt und dadurch kürzere Messzeiten ermöglicht und das Signal-Rausch-Verhältnis erhöht.
Das APT-Spektrum wird heute noch aufgrund seiner relativ leichten Interpretierbarkeit und großen Informationsgehalts verwendet, obwohl große Konkurrenz durch diverse zweidimensionale-Kernspinresonanzspektroskopie-Methoden entstanden ist.

## Grundlagen
Die Grundlage für die Entwicklung des APT-Experiments vom normalen 13C-CPD-Experiments ist die hier fehlende Möglichkeit zur Unterscheidung von Methyl-, Methylen- und Methin-Gruppen, da alle Signale positiv und die Intensität nicht signifikant aussagekräftig zur Unterscheidung der Gruppen ist. Daher ist es von großem Interesse ein Protonen-entkoppeltes Spektrum unter Erhalt der Information der Multiplizität der Kohlenstoffatomen aufzunehmen. Das APT-Experiment ist somit eines von vielen Multipuls-Experimenten, dessen Ziel die Abbildung von Protonen-entkoppelten Spektren unter Erhalt der Information der Multiplizität von Heteroatomen aufzunehmen. Die Grundlage für die Codierung der Multiplizität liegt relativ einfach in der Variation des Vorzeichens und der Signalintensität, welche auf der Basis von einfachen Spin-Echo-Methoden beruhen.

### J-moduliertes Spin-Echo
Die folgende Beschreibung verwendet als Grundlage das Vektormodell des rotierenden Rahmens.
Die Grundlage für die Messung von APT-Experimenten stellt das J-modulierte Spin-Echo-Sequenz dar. Der Schlüssel zum Verständnis dieser Sequenz ist die Erkenntnis, dass die Entwicklung der Kohlenstoffmagnetisierungsvektoren unter dem Einfluss der 1JCH-Kopplung nur dann stattfindet, wenn der Protonen-decoupler ausgeschaltet ist, während zu allen anderen Zeiten nur die chemischen Verschiebungen des Kohlenstoffs wirksam sind. Das ganze Bild kann noch weiter vereinfacht werden, wenn man die chemischen Verschiebungen der Kohlenstoffsignale ganz außer Acht lässt, da die Verschiebungsentwicklung, welche während der ersten Δ-Periode stattfindet, während der zweiten Δ-Periode durch den 180°-Refokussierungsimpuls genau erneut fokussiert wird. Um diese Sequenz also vollständig zu verstehen, braucht man nur den Einfluss der heteronuklearen Kopplung während der ersten Δ-Periode zu beachten.
Wir gehen nun davon aus, dass wir alle Events in einer Zeitdauer (Periode) Δ=1/J s betrachten, bei der es zur Evolution der Magnetisierungsvektoren entsprechend der chemischen Verschiebung der einzelnen Signale kommt. Da die chemische Verschiebung (δ) in dieser Betrachtung keine Rolle spielt, und nur die Kopplung (J) von Bedeutung ist, kann man im Fall von quaternären Kohlenstoffatomen, welche gar keine Kopplungen aufweisen, bereits aussagen, dass diese stationär entlang der +y-Achse verweilen. Selbst im Fall von 1H-13C-Fernkopplungen, wären die Effekte hier vernachlässigbar gering.
Im Fall einer Methin-Gruppe kommt es theoretisch zur Bildung eines Doubletts für das Kohlenstoffsignal. Da die chemische Verschiebung hier wieder vernachlässigt wird, erfolgt die Evolution entsprechend ±J/2 Hz, sodass jeder der beiden Vektoren, die das Doublett erzeugen, einen Halbkreis von 180° rotieren, während der Zeitdauer von 1/J s und sich daher ein weiteres Mal entlang der -y-Achse treffen. Durch diese Bewegung entsteht eine 180° Phasendifferenz relativ zum quaternären Kohlenstoffsignal, wodurch diese Kerne eine andere Phase und damit ein anderes Vorzeichen aufweisen und deswegen im Spektrum invertiert erscheinen.
Diese Überlegungen kann man nun auch für eine Methylgruppe weiterführen, bei der es zur Bildung eines Tripletts kommt. Das mittlere Signal bleibt gemäß dem rotierenden Rahmen in Abhängigkeit der Kopplung genau entlang der +y-Achse, während sich die beiden anderen Vektoren des Tripletts mit ±J entwickeln. Das führt dazu, dass alle Vektoren nach 1/J s ebenfalls wieder entlang der +y-Achse erneut fokussieren und somit wieder ein Signal mit derselben Phase wie bei quaternären Kohlenstoffatomen entsteht.
Abschließend sind noch die Methylgruppen (CH3-Gruppen) zu nennen, bei denen die Evolution gemäß einem Quartett mit ±3J/2 Hz und ±J/2 Hz stattfindet, demzufolge nach 1/J s entlang der -y-Achse endet und damit wieder ein Signal mit derselben Phase wie bei Methin-Gruppen liefert.

### Erzeugung von phasensensitiven Signalen
Über diesen Zusammenhang lässt sich nun eine allgemeine Regel für die Phase von 13C-Signalen in Abhängigkeit ihrer Multiplizität aufstellen. Dafür definiert man den Winkel {\displaystyle \theta }, sodass mit:
{\displaystyle \theta =180J\Delta }
die Multiplizitäten {\displaystyle I} von Kohlenstoffatomen entsprechend:
{\displaystyle C:I=1}
{\displaystyle C:I\propto \cos(\theta )}
{\displaystyle C:I\propto \cos ^{2}(\theta )}
{\displaystyle C:I\propto \cos ^{3}(\theta )}
ergeben. In einem Spektrum mit {\displaystyle \theta =180^{\circ }} werden daher quaternäre und Methylen-Gruppen positiv und Methin- und Methyl-Gruppen mit negativem Vorzeichen dargestellt. Diese Darstellung entspricht der Phasierung des normalen Ein-Puls-Kohlenstoffspektrum. Die Konvention hat jedoch ergeben, dass nach dem spectrum-editing die CH- und CH3-Signale als positiv und die C- und CH2-Signale als negativ dargestellt werden.
Somit konnte die Codierung der Multiplizität ohne Einbuße der Entkopplung von Protonen oder Verlust von Signalintensität durch den Wegfall des Kern-Overhauser-Effekts, erreicht werden.